# Erkan Petekkaya
Erkan Petekkaya, född 11 december 1970 i Elâzığ, är en turkisk skådespelare. Han är främst känd från TV-serier som Beyaz Gelincik (2005), Sessiz Fırtına (2007) och Öyle Bir Geçer Zaman ki (engelska As Time Goes By) (2010–2012). Emellertid är han för svensk publik mest känd för TV-serien Förväxlingen (2016–) (i original Paramparça, från 2014). Men han har även medverkat i långfilmer som Yeni dünya (2015) och Kolpaçino 3. Devre (2016).
Han gjorde sin filmdebut 1990. Därefter, mellan 1993 och 1997, ägnade han sig huvudsakligen åt teaterskådespeleri, varefter han återupptog filmandet och gjorde sitt första framträdande i en TV-serie 1998, Güzel Günler.
Han är gift med Didem Petekkaya sedan 2003 och har en son. Han håller på Turkiska fotbollslaget Beşiktaş